# Ариано Ирпино
Ариа̀но Ирпѝно (на италиански: Ariano Irpino; на неаполитански: Arien', Ариенъ) е град и община в Южна Италия, провинция Авелино, регион Кампания. Разположен е на 817 m надморска височина. Населението на общината е 23 154 души (към 2010 г.).